# Colombia (Cuba)
Colombia es un municipio de Cuba, situado al suroeste en la Provincia de Las Tunas, a 12 kilómetros de la ciudad de Guáimaro. Cuenta con una extensión de 560 km². Su población estimada es de 32.137 habitantes (2018) y densidad de 57,4 hab/km.
Altitud máxima de 65 m s. n. m.
El principal renglón económico es la caña de azúcar, que ocupa el 23.4 % del área agrícola.
Límites Geográficos
Norte - Municipio Guáimaro (provincia Camagüey)
Sur - Golfo de Guacanayabo
Este- Municipio Jobabo (provincia Las Tunas)
Oeste- Municipio Amancio (provincia Las Tunas)
El río Tana fluye por su territorio. 

## Historia
A fines de 1913 los hermanos Braga-Rionda se trasladan a las propiedades de los esposos Escarrás Castellanos con el propósito de comprarles parte de sus tierras para la construcción de una industria azucarera. Estos se niegan a venderla; en cambio proponen donarle 2 caballerías con la condición de que el central llevara el nombre de Elia, esposa del propietario de las tierras. A partir de 1914 comienza la construcción del mismo; iniciando su primera zafra el 28 de febrero de 1916 fecha escogida para la fundación del poblado. Aunque es el más pequeño y menos poblado de los municipios de Las Tunas, Colombia guarda una historia atractiva en sus anales.
Como es de suponer su nombre actual está relacionado con el país sudamericano. Según se cuenta, la idea surgió de un hijo de la tierra del café quien estuvo cerca del comandante en jefe Fidel Castro. 
Colombia, municipio tunero, tiene más de 104 años. Surgió el 26 de febrero de 1916, solo que su nombre original era Elia, en honor a una rica hacendada que cedió 27 hectáreas de su propiedad. Pero mucho antes, se cuenta que se fundó el poblado de Tana, por Jerome de Quesada en 1582 y luego fue arrasado por el río de igual denominación y resurgiría en 1860 con dos nuevos barrios.
Por aquella comarca existen huellas de presencia aborigen en diferentes estadios de desarrollo. Durante las gestas independentistas del siglo XIX sirvió de teatro de operaciones para tropas encabezadas por importantes líderes de la contienda. La intervención norteamericana en 1898 propició la extensión del ferrocarril para permitir la inversión de capitales extranjeros. Así se fueron creando asentamientos humanos en las proximidades.
En esa zona tomó un inusitado auge el tabaco, cultivo alentado por familias procedentes de Pinar del Río y las regiones occidental y central del país. Los Rionda fueron de los recién llegados que se beneficiaron con la Francisco Sugar Company y otros consorcios estadounidences establecidos por allá. Así la familia adquirió los terrenos donde a principios de 1914 se comienza a construir el ingenio azucarero. El enlace ferroviario con el central Francisco (hoy central Amancio Rodríguez) facilita aquellas acciones y la utilización del puerto de Guayabal para importar la maquinaria destinada a la nueva industria contribuyeron al éxito de la empresa. Con la conclusión de la obra constructiva en 1916 surge el batey y de ahí se toma la fecha de fundación del poblado. Junto a la aparición y desarrollo de la naciente agroindustria azucarera, cobran cierto auge la explotación ganadera y forestal, el cultivo y manufactura del tabaco y algunas producciones alimenticias de relativa importancia, como La Tasajera (carnes y embutidos) y Anacaona (quesos y derivados lácteos). Al calor de levantamientos obreros y campesinos que se vienen sucediendo en Cuba en la primera mitad del siglo pasado estallan conflictos, en particular en el sector azucarero.
Como consecuencia del recrudecimiento de las condiciones económicas, políticas y sociales de Cuba en aquella etapa, más deplorables aún por el Golpe de Estado de Fulgencio Batista en 1952, ocurren uno tras otro hechos que ponen a prueba a los habitantes de Elia. Así el 13 de enero de 1957 muere asesinado el combatiente local Cándido González Horta, lo cual estimula el apoyo popular a la Revolución.
En la finca La Federal tiene lugar el primer combate del Che en el llano, las fuerzas locales contribuyen al paso de la Invasión de Oriente a Occidente por aquellos lugares y ya el poblado es un hervidero revolucionario que solo concluye con el Triunfo de enero de 1959. Por más de 40 años Elia formó parte de un territorio de la provincia de Camagüey. A partir de la nueva división político- administrativa en 1976 deviene municipalidad de Las Tunas. El cambio de nombres ocurrió el 13 de octubre de 1961 y desde entonces se enorgullece de ser también Colombia.